# Stara Huta (powiat zamojski)
Stara Huta – wieś w Polsce, położona w województwie lubelskim, w powiecie zamojskim, w gminie Krasnobród.
W latach 1975–1998 miejscowość należała administracyjnie do województwa zamojskiego.
Wieś jest sołectwem w gminie Krasnobród. Według Narodowego Spisu Powszechnego z roku 2011 wieś liczyła 176 mieszkańców.
Wierni Kościoła rzymskokatolickiego należą do parafii Opatrzności Bożej w Bondyrzu.

## Części wsi
| SIMC    | Nazwa  | Rodzaj    |
| ------- | ------ | --------- |
| 0891571 | Huta   | część wsi |
| 0891588 | Lasowe | część wsi |

## Historia
Spis z roku 1827 umiejscawia Hutę Starą (nazwa w brzmieniu XIX wiecznym) w powiecie zamojskim gminie Krasnobród, wieś stanowiła własność prywatną i posiadała 25 domostw zamieszkałych przez 149 mieszkańców.  W drugiej połowie XIX wieku wieś w dobrach Krasnobród posiadająca wówczas osad 29, z gruntem mórg 505 (opis miasta i dóbr Krasnobród SgKP tom IV, str 634.)